# Związek Narodowców
Związek Narodowców (lit. Tautininkų sąjunga, TS), w latach 1924–1940 i 1989–2008 Lietuvių tautininkų sąjunga, LTS – Litewski Związek Narodowców. W literaturze historycznej zwany popularnie tautininkami (lit. tautininkai) – litewska partia polityczna o programie nacjonalistycznym założona w 1924, reaktywowana po odzyskaniu przez Litwę niepodległości. W latach 2008–2011 frakcja narodowa w ramach konserwatywnego Związku Ojczyzny.

## Historia
Ugrupowanie powstało w 1924 w wyniku fuzji Partii Postępu Narodowego z Litewskim Stowarzyszeniem Rolników. Po zamachu z 17 grudnia 1926 mimo niewielkiej reprezentacji w Sejmie III kadencji (trzech posłów w latach 1926–1927) stało się partią rządzącą Litwą w sposób autorytarny. W rządzie objęła główne resorty, realna władza znajdowała się jednak w rękach związanego z narodowcami prezydenta Smetony. Do liderów narodowców, poza prezydentem, należał wówczas wieloletni premier i minister spraw zagranicznych Litwy Augustinas Voldemaras, który ostatecznie popadł w konflikt ze Smetoną i został odsunięty od władzy. 
Po wkroczeniu na Litwę wojsk sowieckich w 1940 działalność tautininków została zakazana, a ich działacze zostali poddani represjom. 

## Ugrupowanie w niepodległej Litwie
Związek Litewskich Narodowców został założony na nowo po odzyskaniu przez Litwę niepodległości w 1990, jednak nie odzyskał dawnej pozycji ani na ogólnolitewskiej scenie partyjnej, ani wśród partii prawicowych. W wyborach sejmowych z 1992 partia wywalczyła 4 mandaty, cztery lata później – 3, posłem został wówczas m.in. jej lider Rimantas Smetona. Większe sukcesy partia odnosiła w wyborach samorządowych – w 1995 zdobyła 49 miejsc, w 1997 – 23, w 2000 – 13, w 2002 – 14, w wyborach z 2007 – 3. Przez długi czas merem rejonu okmiańskiego był członek LTS Anicetas Lupeika. 
Kolejnymi przewodniczącymi ugrupowania po odzyskaniu przez Litwę niepodległości byli m.in. Rimantas Matulis (1989–1990), Rimantas Smetona (1990–1997), Gediminas Rapolas Sakalnikas (1999–2003) oraz Gintaras Songaila (2005–2013), który doprowadził do przekształcenia narodowców we frakcję narodową Związku Ojczyzny, z list którego uzyskał mandat poselski w wyborach parlamentarnych 2008. W kwietniu 2011 Songaila został wykluczony z TS-LKD, a członkostwo dwóch innych działaczy zawieszono. 19 czerwca 2011 frakcja postanowiła o opuszczeniu Związku Ojczyzny. Powołano wówczas do życia odnowiony Związek Narodowców, na czele którego od 2013 stoi Julius Panka. 
W wyborach parlamentarnych w 2012 partia uzyskała w ramach koalicji Už Lietuvą Lietuvoje (O Litwę na Litwie) 0,94% głosów. W wyborach do Parlamentu Europejskiego w 2014 Związek Narodowców uzyskał 2,00% głosów.